# Manfred Oesterle
Manfred Oesterle (* 24. April 1928 in Stuttgart-Möhringen; † 7. Oktober 2010 in Stuttgart) war ein deutscher Maler, Grafiker, Karikaturist und Plastiker.

## Leben
Manfred Oesterle wurde 1928 als Sohn eines Malermeisters in Stuttgart geboren. Von 1946 bis 1951 studierte er an der Staatlichen Akademie der Bildenden Künste Stuttgart bei Professor Hermann Sohn Malerei. Schon 1948 konnte er berufliche Erfolge in der von Werner Finck und Thaddäus Troll gegründeten ersten satirischen Nachkriegszeitschrift „Das Wespennest“ verzeichnen.
Seit 1952 arbeitete er als selbstständiger Kunstmaler und Grafiker. Eine erste Studienreise führte ihn nach Spanien und Frankreich. Von 1952 bis 1955 arbeitete Oesterle als Karikaturist beim „Nebelspalter“, Rorschach/Schweiz. In diese Zeit fallen auch Zeichnungen für die „Südwestdeutsche Illustrierte Wochenzeitung“.
Oesterle war von 1955 bis 1967 ständiger Mitarbeiter und Redaktionsmitglied des „Simplicissimus“, München. Mit 223 Titelblättern war er der am häufigsten gedruckte Zeichner des auch international angesehenen Satiremagazins. Seine handwerklich wie intellektuell herausragenden Karikaturen erschienen viele Jahre auch im „Spiegel“, der „Zeit“, dem „Stern“, der „Quick“, dem „Focus“, der „Süddeutschen Zeitung“, der „Augsburger Allgemeine Zeitung“, der „Südwest Presse“ und „Unser Geld“.
Er trat im Fernsehen als „Schnellzeichner“ für die Unterhaltungssendung „Im Kreis der Spötter“, Hessischer Rundfunk, Frankfurt und beim Süddeutschen Rundfunk, Stuttgart in der Sendung „Prominente unterm Hammer“ auf.
Oesterle beeindruckte durch sein immens breites Spektrum. Seine scharfe Beobachtungsgabe und sein geradezu eidetisches Gedächtnis für Menschen und Situationen prägten Oesterle Malerei und Grafik, vor allem auch in Ölbildern und Portraits. Wand- und Deckenbilder, Glasfenster und Wandteppiche wurden von ihm genauso entworfen und ausgeführt wie Plastiken, Reliefs und Mosaiken. Als Meister der Linie suchte er in seinen Motiven immer das Charakteristische. Seine Zeichnungen sind pointiert und humorvoll, ironisch und kritisch, aber nie kränkend.
Von 1962 bis 1980 schuf er für die Daimler-Benz AG Werbegrafik, Industrie-Design und zwei Wandkalender, die vom Design Center Stuttgart jeweils mit Preisen ausgezeichnet wurden.
In Ladenburg erinnert ein von Oesterle geschaffenes Denkmal an den Automobilpionier Carl Benz. Die „Aesculap AG“ Tuttlingen beauftragte ihn mit der Darstellung der „Geschichte der Chirurgie“.
Für die „Mineralbrunnen Überkingen-Teinach“ fertigte er Gebrauchsgrafik, schuf u. a. einen lebensgroßen Hirsch und das wandhohe Mosaik „Wasser ist Leben“ sowie zahlreiche Wandteppiche, die auch heute noch in beiden Orten zu sehen sind.
Inspiration für seine freie Malerei fand Oesterle seit Studientagen vor allem im Süden Europas. In Spanien und Frankreich entstanden unzählige Bilder und Skizzen. Im Mittelpunkt seines Schaffens stand aber immer der Mensch. Porträts, Akte und Studien beschäftigten ihn zeitlebens.
Seine Arbeiten wurden weltweit in Ausstellungen gezeigt.
Besonders stolz war Oesterle auf diese Einzelausstellungen:
Wilhelm-Busch Deutsches Museum für Karikatur und Zeichenkunst (1970), Hannover
Olaf-Gulbransson-Museum (1991), Tegernsee
Olaf-Gulbransson-Museum, Satirica x 3 (1999), Tegernsee
Oesterle lebte und arbeitete mit Frau und drei Kindern in Stuttgart-Möhringen.

## Werke (Auswahl)
Illustrationen, Karikaturen und Zeichnungen:
- Oesterle, Manfred, „Vater Nil und Vater Suez“ Simplicissimus. München: Simplicissimus Verlagsgesellschaft m.b.H. 18. August 1956, Nr. 33[1]
- Oesterle, Manfred, „Chez Charles. Natürlich liebe ich nur dich, dich, dich, aber du hast doch einiges wiedergutzumachen, chéri!“ Simplicissimus. München: Simplicissimus Verlagsgesellschaft m.b.H. 12. September 1959, Nr. 37[2]
- Oesterle, Manfred, „In Fernsehnot“ Simplicissimus. München: Simplicissimus Verlagsgesellschaft m.b.H. 7. Januar 1961, Nr. 2[3]
- Oesterle, Manfred, „Demaskierung“ Simplicissimus. München: Simplicissimus Verlagsgesellschaft m.b.H. 11. Februar 1961, Nr. 7[4]
- Oesterle, Manfred, „Zu neuen Ufern.“ Simplicissimus. München: Simplicissimus Verlagsgesellschaft m.b.H. 28. Oktober 1961, Nr. 44[5]
- Oesterle, Manfred, „Naturellement is dat bon, Charles - aber un peu Katzenjammer habe ich doch.“ Simplicissimus. München: Simplicissimus Verlagsgesellschaft m.b.H. 23. Februar 1963, Nr. 8[6]
- Oesterle, Manfred, „Kleineuropäisches Freundespaar“ Simplicissimus. München: Simplicissimus Verlagsgesellschaft m.b.H. 16. März 1963, Nr. 11[7]
- Oesterle, Manfred, „Wachsendes Selbstbewusstsein. Wenn er uns schon Schorsch Kisengsché und Guillaume Brang nennt, dann sollten wir den Mut haben, ihn gelegentlich mit Karl Kaule anzureden.“ Simplicissimus. München: Simplicissimus Verlagsgesellschaft m.b.H. 11. März 1967, Nr. 67[8]